# Famille Pritzker
Pour les articles homonymes, voir Pritzker.
La famille Pritzker est une des plus riches familles américaines, et figure toujours en bonne place du magazine Forbes "America's Richest Families" depuis sa création en 1982.
Ils sont surtout connus pour être les propriétaires de la chaine d'hôtels de luxe Hyatt, et du Marmon Group (en), un conglomérat d'industries manufacturières mais aussi de services (racheté par Berkshire Hathaway, le holding de Warren Buffett en 2007). Ils possèdent aussi la Superior Bank of Chicago (en), le TransUnion Credit Bureau et la compagnie maritime Royal Caribbean.

## Membres de la famille Pritzker
- Nicholas Pritzker (1871–1957), immigrant juif d'Ukraine, patriarche de la famille Pritzker
  - Harry Nicholas Pritzker (en) (1893–1957), avocat
  - Abram Nicholas Pritzker (en) (1896–1986)
    - Jay Pritzker (1922–99), fondateur de Hyatt & philanthrope
      - Nancy Pritzker (1948–72),
      - Thomas Pritzker (en) (1950–), PDG de la  Pritzker Organization, m. Margot Marshall
        - 3 enfants

      - John Pritzker (en) (1953–)
        - 3 enfants

      - Daniel Pritzker (en) (1959–), guitariste, auteur-compositeur du groupe de Chicago Sonia Dada
        - 5 enfants

      - Gigi Pritzker (en) (1962–), réalisatrice
        - 3 enfants

    - Robert Pritzker (en) (1926–)
      - Jennifer Pritzker (en) (née James en 1950), colonel de l'Armée Américaine à la retraite, fondatrice de la Bibliothèque Militaire Pritzker
        - 3 enfants

      - Linda Pritzker (en) (1953–), Psychanalyste, activiste politique
        - 3 enfants

      - Karen Pritzker (en) (1958–)
        - 4 enfants

      - Matthew Pritzker (en) (1982–)
      - Liesel Matthews (1984–), actrice

    - Donald Pritzker (en) (1932–72)
      - Penny Pritzker (1959–), secrétaire au Commerce des États-Unis
        - 2 enfants

      - Anthony Pritzker (en) (1961–)
        - 6 enfants

      - Jay Robert Pritzker (1965–), membre du New World Ventures ; président pour la campagne Citizens for Hillary en 2008.
        - 2 enfants

  - Jack Nicholas Pritzker (en) (1904–79), avocat, m. Rhoda Goldberg (en) (1914–2007)
    - Nicholas J. Pritzker (en) (1944–), Président du Conseil d'administration et PDG de Hyatt Development Corporation
      - 4 enfants

  - Samuel Pritzker (1905-1990)
    - Nathan Ptizker (1943-)
      - Joshua Prizker (1986-)
      - Michael Pritzker (1988-)

    - Steven Pritzker
      - Nicole Pritzker (1988-)

    - Eleanor Pritzker

## Fortune familiale
Membres de la famille Pritzker sur la liste Forbes 400 des “The 400 Richest Americans 2015” :
| Rang | Nom                       | Net Worth       |
| ---- | ------------------------- | --------------- |
| 557  | Anthony Pritzker (en)     | 3,1 milliards $ |
| 512  | J. B. Pritzker            | 3,4 milliards $ |
| 847  | John Pritzker (en)        | 2,2 milliards $ |
| 551  | Thomas Pritzker (en)      | 3,1 milliards $ |
| 737  | Penny Pritzker            | 2,5 milliards $ |
| 847  | Daniel Pritzker (en)      | 2,2 milliards $ |
| 1054 | Jennifer Pritzker (en)    | 1,78 milliard $ |
| 737  | Gigi Pritzker (en)        | 2,5 milliards $ |
| 381  | Karen Pritzker (en)       | 4,3 milliards $ |
| 1054 | Linda Pritzker (en)       | 1,85 milliard $ |
| 1250 | Nicholas J. Pritzker (en) | 1,48 milliard $ |
|      | Total                     | 29 milliards $  |

## Contributions
- La Pritzker School of Medicine (en) de l'université de Chicago
- Le Prix Pritzker d'architecture
- La bibliothèque militaire Pritzker (en)
- Le pavillon Jay Pritzker